# Riek Gai Kok
Riek Gai Kok ist ein Politiker im Südsudan. Er gehört zum Stamm der Lou Nuer und stammt aus Chieng Man-nyang/Diang-nyang Akoba. Als erfahrener Politiker war er Parlamentsabgeordneter, sowohl im Sudan als auch im Südsudan. Von 2013 bis 2020 war er Gesundheitsminister des Südsudan.

## Leben

### 1990er
Ab Anfang der 1990er Jahre war Riek Gai Kok Leiter der Relief Association of Southern Sudan, der humanitären Hilfsabteilung der SPLA-Nasir. Von 1997 bis 1998 war er Sprecher der South Sudan Independence Movement/Army (SSIM/A). Ende der 1990er Jahre war er Wali (Gouverneur) des Bundesstaates Jonglei.

### 2000er
2002 wurde er von Präsident Umar al-Baschir zum Vorsitzenden des Southern States Coordination Council (SSCC) ernannt. Als Vorsitzender des SSCC war Riek Gai Kok mit der Verwaltung der Bundesstaaten des Südlichen Sudans beauftragt. Die Ernennung erfolgte nach dem Übertritt von Riek Machar auf die Seite der Rebellen. 2002 war Riek Gai Kok dann zusätzlich Minister für Tierressourcen in der sudanesischen Regierung. Zu dieser Zeit war Riek Gai Kok ein Anführer der South Sudan Defence Forces. Gegen Ende des Zweiten Sudanesischen Bürgerkriegs brachen er und eine Gruppe seiner Anhänger mit dem SSDF-Führer Gordon Kong Chuol.
Riek Gai Kok war auch ein hochrangiges Mitglied der National Congress Party. Er war der Vorsitzende des Southern Sector der NCP. Und diente als Berater des sudanesischen Präsidenten. Am 7. Juli 2011, zwei Tage vor der Unabhängigkeitserklärung des Südsudan, hielten Riek Gai Kok und andere Parteiführer der Southern NCP eine Pressekonferenz und erklärten ihren Beitritt in das Sudan People’s Liberation Movement.

### Nach der Unabhängigkeit
Im August 2013 wurde Riek Gai Kok als Gesundheitsminister in der Regierung des Südsudan berufen. 2020 wurde er von Präsident Kiir aus dem Ministeramt entlassen.